# Nyžnij Dubovec (okres Ťačiv)
Nyšnij Dubovec (ukrajinsky Нижній Дубовець, maďarsky Alsópatakvölgy) je osada obce Dubove, v Dubovské územní komunitě, v okrese Ťačiv, v Zakarpatské oblasti Ukrajiny. V roce 2025 zde žilo 1121 obyvatel.